# 明石市立高丘西小学校
明石市立高丘西小学校（あかししりつ たかおかにししょうがっこう）は、兵庫県明石市大久保町高丘にある公立小学校である。2022年度（令和4年度）現在の児童数は 460名となっている。

## 沿革
- 1976年（昭和51年）4月1日 - 明石市立高丘西小学校創立
- 2021年（令和3年）4月1日- 明石市立高丘東小学校・明石市立高丘中学校とともに小中一貫教育を開始[2]

## 通学区域
明石教育委員会の通学区域を参照。

## 進路状況
ほとんどの児童は明石市立高丘中学校へ進学するが、国私立中学校へ進学する児童もいる。

## 著名な出身者
- 川上直子（元女子サッカー選手）
- 水田祐未（女子バレーボール選手、久光製薬スプリングス）

## 通学区域が隣接している学校
- 明石市立山手小学校
- 明石市立高丘東小学校
- 明石市立大久保小学校
- 神戸市立岩岡小学校